# バヴァリアン・ダービー
バヴァリアン・ダービー（英 : Bavarian derbies）は、広義にはドイツのバイエルン州（バヴァリア）に本拠地を置くサッカークラブ同士が対戦するローカル・ダービーのことであり、狭義にはFCバイエルン・ミュンヘンと1.FCニュルンベルクの対戦のことである。

## 概要
州都ミュンヘン市にはバイエルンやTSV1860ミュンヘン、州第2の都市ニュルンベルク市には1. FCニュルンベルク、州第3の都市であるアウクスブルク市にはFCアウクスブルクなどのクラブが本拠地を置いている。その他の都市では、フュルトのSpVggグロイター・フュルト、インゴルシュタットのFCインゴルシュタット04などがある。
バヴァリアン・ダービーの中で最も有名なダービーはバイエルン対ニュルンベルクであり、次に有名なダービーはバイエルン対1986ミュンヘン（ミュンヘン・ダービー）である。ニュルンベルク対グロイター・フュルト（フランコニアン・ダービー）も歴史的に重要なダービーに数えられ、特に1920年代には両者がドイツサッカーの雄だった。BCアウクスブルク対TSVシュヴァーベン・アウクスブルク（アウクスブルク・ダービー）も有名なダービーのひとつである。これ以外のダービーは全国リーグではなく州リーグで行なわれることが多い。
ヴュルツブルクやインゴルシュタットのダービーのように、ツヴァイテリーガ（2部）で同一市のクラブによるダービーが行なわれることもある。1994年にレギオナルリーガ（4部相当）が再設立されると、オーバーリーガ（5部相当）以上のカテゴリーでバヴァリアン・ダービーが行なわれる回数が増え、今日ではバイエルンIIと1860ミュンヘンIIのダービーなども行なわれている。1945年からバイエルン州1部扱いのカテゴリーはバイエルンリーガ（5部相当）であるが、本項ではバイエルンリーガ以上のカテゴリーでのバヴァリアン・ダービーを取り扱う。

## バイエルン州のサッカークラブ
2012-13シーズンは、ブンデスリーガ（1部）にバイエルン州を本拠地とするクラブが3クラブ、ツヴァイテリーガ（2部）に3クラブ、ドリッテリーガ（3部）に2クラブが参戦している。
| リーグ形態                  | ディビジョン                            | 総クラブ数 | バイエルン州のクラブ                                                 |
| --------------------------- | --------------------------------------- | ---------- | -------------------------------------------------------------------- |
| プロリーグ/全国リーグ       | ブンデスリーガ（1部）                   | 18クラブ   | FCバイエルン・ミュンヘン, 1.FCニュルンベルク, FCアウクスブルク       |
| プロリーグ/全国リーグ       | ツヴァイテリーガ（2部）                 | 18クラブ   | SpVggグロイター・フュルト, TSV1860ミュンヘン, FCインゴルシュタット04 |
| プロリーグ/全国リーグ       | ドリッテリーガ（3部）                   | 20クラブ   | SVヴァッカー・ブルクハウゼン, SpVggウンターハヒンク                  |
| アマチュアリーグ/地域リーグ | レギオナルリーガ・バイエルン（4部相当） | 20クラブ   | 全クラブ                                                             |
| アマチュアリーグ/地域リーグ | バイエルンリーガ・ノルド（5部相当）     | 18クラブ   | 全クラブ                                                             |
| アマチュアリーグ/地域リーグ | バイエルンリーガ・シュド（5部相当）     | 18クラブ   | 全クラブ                                                             |

## タイトル
現存するクラブの中で、ブンデスリーガ優勝経験があるクラブはバイエルン、ニュルンベルク、グロイター・フュルト、1860ミュンヘンの4クラブである。
| 地域                         | 大会 | バイエルン | ニュルンベルク | グロイター ・フュルト | 1860 ミュンヘン |
| ---------------------------- | ---- | ---------- | -------------- | --------------------- | --------------- |
| 国内大会                     |      |            |                |                       |                 |
| ブンデスリーガ               | 22   | 9          | 3              | 1                     |                 |
| ツヴァイテリーガ             | 0    | 4          | 1              | 0                     |                 |
| DFBポカール                  | 15   | 4          | 0              | 2                     |                 |
| DFBリーガポカール            | 6    | 0          | 0              | 0                     |                 |
| DFLスーパーカップ            | 5    | 0          | 0              | 0                     |                 |
| 国際大会                     |      |            |                |                       |                 |
| UEFAチャンピオンズリーグ     | 4    | 0          | 0              | 0                     |                 |
| UEFAヨーロッパリーグ         | 1    | 0          | 0              | 0                     |                 |
| インターコンチネンタルカップ | 2    | 0          | 0              | 0                     |                 |
| UEFAカップウィナーズカップ   | 1    | 0          | 0              | 0                     |                 |
| UEFAインタートトカップ       | 0    | 1          | 1              | 0                     |                 |

## それぞれのダービー

### （狭義の）バヴァリアン・ダービー
FCバイエルン・ミュンヘンはブンデスリーガ優勝23回（ドイツ1位）、1.FCニュルンベルクは優勝9回（ドイツ2位）を誇り、ドイツで最も成功を収めたクラブ同士の対戦である。一般にバヴァリアン・ダービーと呼ばれるが、ドイツメディアはFränkisch-Bairisches Derbyと呼ぶことが多い。
ブンデスリーガでの初対戦は、1965年10月30日にミュンヘンのGrunwald Stadiumで行なわれた試合である。40,000人の観客を集めたこの試合は、バイエルンが一方的に攻め立てたが、ニュルンベルクがゴール前に要塞を築いてゴールを防ぎ、スコアレスドローに終わった。1967年12月のダービーは、1位（バイエルン）と2位（ニュルンベルク）のクラブの首位決戦となった。ニュルンベルクで行なわれた試合は65,000人の観客を集め、ニュルンベルクはフランツ・ベッケンバウアーやゲルト・ミュラーを擁したバイエルンに7-3で圧勝した。Franz Brungsはひとりで5得点を挙げたが、これは現在でもニュルンベルクの1試合個人最多得点記録として残っている。アウェーゲームにも勝利したニュルンベルクは、この1967-68シーズンに9回目のリーグ優勝を飾った。1985年まで、ドイツでもっともリーグ優勝回数が多いクラブはニュルンベルク（9回）だった。しかし、1985-86シーズンにはバイエルンが優勝して優勝回数でニュルンベルクに並び、1986-87シーズンにも優勝して一気に抜き去った。2011-12シーズン終了時点ではバイエルンは23回優勝しており、1967-68シーズン以降優勝から遠ざかっているニュルンベルクに大きな差を付けている。
第二次世界大戦後におけるバイエルン・ミュンヘン vs 1.FCニュルンベルクの試合一覧。
| バイエルン勝利 | 引き分け | ニュルンベルク勝利 |
| シーズン | リーグ                     | クラブ                       | バイエルン ホーム | ニュルンベルク ホーム |
| -------- | -------------------------- | ---------------------------- | ----------------- | --------------------- |
| 1945–46  | オーバーリーガ・シュド (I) | バイエルン vs ニュルンベルク | 0-0               | 1-2                   |
| 1946–47  | オーバーリーガ・シュド (I) | バイエルン vs ニュルンベルク | 0-0               | 0-5                   |
| 1947–48  | オーバーリーガ・シュド (I) | バイエルン vs ニュルンベルク | 0-1               | 1-2                   |
| 1948–49  | オーバーリーガ・シュド (I) | バイエルン vs ニュルンベルク | 2-1               | 2-2                   |
| 1949–50  | オーバーリーガ・シュド (I) | バイエルン vs ニュルンベルク | 2-4               | 2-4                   |
| 1950–51  | オーバーリーガ・シュド (I) | バイエルン vs ニュルンベルク | 1-2               | 1-3                   |
| 1951–52  | オーバーリーガ・シュド (I) | バイエルン vs ニュルンベルク | 2-2               | 0-1                   |
| 1952–53  | オーバーリーガ・シュド (I) | バイエルン vs ニュルンベルク | 0-0               | 4-1                   |
| 1953–54  | オーバーリーガ・シュド (I) | バイエルン vs ニュルンベルク | 1-1               | 0-5                   |
| 1954–55  | オーバーリーガ・シュド (I) | バイエルン vs ニュルンベルク | 0-2               | 1-6                   |
| 1956–57  | オーバーリーガ・シュド (I) | バイエルン vs ニュルンベルク | 1-0               | 1-3                   |
| 1957–58  | オーバーリーガ・シュド (I) | バイエルン vs ニュルンベルク | 1-1               | 0-3                   |
| 1958–59  | オーバーリーガ・シュド (I) | バイエルン vs ニュルンベルク | 2-5               | 2-1                   |
| 1959–60  | オーバーリーガ・シュド (I) | バイエルン vs ニュルンベルク | 3-2               | 2-2                   |
| 1960–61  | オーバーリーガ・シュド (I) | バイエルン vs ニュルンベルク | 0-3               | 1-0                   |
| 1961–62  | オーバーリーガ・シュド (I) | バイエルン vs ニュルンベルク | 1-1               | 2-1                   |
| 1962–63  | オーバーリーガ・シュド (I) | バイエルン vs ニュルンベルク | 2-0               | 2-3                   |
| 1965–66  | ブンデスリーガ (I)         | バイエルン vs ニュルンベルク | 0-0               | 2-2                   |
| 1966–67  | ブンデスリーガ (I)         | バイエルン vs ニュルンベルク | 0-1               | 1-0                   |
| 1967–68  | ブンデスリーガ (I)         | バイエルン vs ニュルンベルク | 0-2               | 3-7                   |
| 1968–69  | ブンデスリーガ (I)         | バイエルン vs ニュルンベルク | 3-0               | 0-2                   |
| 1978–79  | ブンデスリーガ (I)         | バイエルン vs ニュルンベルク | 4-0               | 2-4                   |
| 1980–81  | ブンデスリーガ (I)         | バイエルン vs ニュルンベルク | 4-2               | 1-0                   |
| 1981–82  | ブンデスリーガ (I)         | バイエルン vs ニュルンベルク | 1-1               | 3-0                   |
| 1982–83  | ブンデスリーガ (I)         | バイエルン vs ニュルンベルク | 1-0               | 3-2                   |
| 1983–84  | ブンデスリーガ (I)         | バイエルン vs ニュルンベルク | 4-2               | 4-2                   |
| 1985–86  | ブンデスリーガ (I)         | バイエルン vs ニュルンベルク | 2-1               | 1-0                   |
| 1986–87  | ブンデスリーガ (I)         | バイエルン vs ニュルンベルク | 4-0               | 2-1                   |
| 1987–88  | ブンデスリーガ (I)         | バイエルン vs ニュルンベルク | 1-0               | 3-0                   |
| 1988–89  | ブンデスリーガ (I)         | バイエルン vs ニュルンベルク | 1-0               | 1-2                   |
| 1989–90  | ブンデスリーガ (I)         | バイエルン vs ニュルンベルク | 3-2               | 0-4                   |
| 1990–91  | ブンデスリーガ (I)         | バイエルン vs ニュルンベルク | 1-0               | 1-0                   |
| 1991–92  | ブンデスリーガ (I)         | バイエルン vs ニュルンベルク | 1-3               | 1-1                   |
| 1992–93  | ブンデスリーガ (I)         | バイエルン vs ニュルンベルク | 1-0               | 0-0                   |
| 1993–94  | ブンデスリーガ (I)         | バイエルン vs ニュルンベルク | 5-0               | 0-2                   |
| 1998–99  | ブンデスリーガ (I)         | バイエルン vs ニュルンベルク | 2-0               | 0-2                   |
| 2001-02  | ブンデスリーガ (I)         | バイエルン vs ニュルンベルク | 0-0               | 2-1                   |
| 2002-03  | ブンデスリーガ (I)         | バイエルン vs ニュルンベルク | 2-0               | 2-1                   |
| 2004-05  | ブンデスリーガ (I)         | バイエルン vs ニュルンベルク | 6-3               | 2-2                   |
| 2005-06  | ブンデスリーガ (I)         | バイエルン vs ニュルンベルク | 2-1               | 2-1                   |
| 2006-07  | ブンデスリーガ (I)         | バイエルン vs ニュルンベルク | 0-0               | 0-3                   |
| 2007-08  | ブンデスリーガ (I)         | バイエルン vs ニュルンベルク | 3-0               | 1-1                   |
| 2009-10  | ブンデスリーガ (I)         | バイエルン vs ニュルンベルク | 2-1               | 1-1                   |
| 2010-11  | ブンデスリーガ (I)         | バイエルン vs ニュルンベルク | 3-0               | 1-1                   |
| 2011-12  | ブンデスリーガ (I)         | バイエルン vs ニュルンベルク | 4-0               | 1-0                   |
| 2012–13  | ブンデスリーガ (I)         | バイエルン vs ニュルンベルク | 4-0               | 1-1                   |

| シーズン | 大会        | クラブ                       | 1試合制     |
| -------- | ----------- | ---------------------------- | ----------- |
| 1965–66  | DFBポカール | ニュルンベルク vs バイエルン | 1-2(延長)   |
| 1967–68  | DFBポカール | バイエルン vs ニュルンベルク | 2-1         |
| 1968–69  | DFBポカール | バイエルン vs ニュルンベルク | 2-0         |
| 1969–70  | DFBポカール | ニュルンベルク vs バイエルン | 2-1         |
| 1981–82  | DFBポカール | バイエルン vs ニュルンベルク | 4-2         |
| 1987–88  | DFBポカール | バイエルン vs ニュルンベルク | 3-1         |
| 2003-04  | DFBポカール | ニュルンベルク vs バイエルン | 1-1(PK 7-6) |
| 2008-09  | DFBポカール | バイエルン vs ニュルンベルク | 2-0         |

### ミュンヘン・ダービー
バイエルン州の州都ミュンヘンにはバイエルン・ミュンヘンとTSV1860ミュンヘンが本拠地を置いている。このダービーはバヴァリアン・ダービーの中で最も規模が大きく、最も人気のあるダービーである。
第二次世界大戦後におけるバイエルン・ミュンヘン vs TSV1860ミュンヘンの試合一覧
| バイエルン勝利 | 引き分け | 1860勝利 |
| シーズン | リーグ                     | クラブ                       | バイエルン ホーム | 1860 ホーム |
| -------- | -------------------------- | ---------------------------- | ----------------- | ----------- |
| 1945–46  | オーバーリーガ・シュド (I) | バイエルン – 1860ミュンヘン  | 1-0               | 2-2         |
| 1946–47  | オーバーリーガ・シュド (I) | バイエルン – 1860ミュンヘン  | 1-1               | 2-0         |
| 1947–48  | オーバーリーガ・シュド (I) | バイエルン – 1860ミュンヘン  | 3-2               | 1-1         |
| 1948–49  | オーバーリーガ・シュド (I) | バイエルン – 1860ミュンヘン  | 1-0               | 2-0         |
| 1949–50  | オーバーリーガ・シュド (I) | バイエルン – 1860ミュンヘン  | 1-0               | 2-3         |
| 1950–51  | オーバーリーガ・シュド (I) | バイエルン – 1860ミュンヘン  | 2-3               | 1-3         |
| 1951–52  | オーバーリーガ・シュド (I) | バイエルン – 1860ミュンヘン  | 2-0               | 2-2         |
| 1952–53  | オーバーリーガ・シュド (I) | バイエルン – 1860ミュンヘン  | 2-1               | 2-2         |
| 1957–58  | オーバーリーガ・シュド (I) | バイエルン – 1860ミュンヘン  | 3-3               | 3-4         |
| 1958–59  | オーバーリーガ・シュド (I) | バイエルン – 1860ミュンヘン  | 1-2               | 2-1         |
| 1959–60  | オーバーリーガ・シュド (I) | バイエルン – 1860ミュンヘン  | 1-3               | 6-4         |
| 1960–61  | オーバーリーガ・シュド (I) | バイエルン – 1860ミュンヘン  | 6-2               | 0-0         |
| 1961–62  | オーバーリーガ・シュド (I) | バイエルン – 1860ミュンヘン  | 0-4               | 3-2         |
| 1962–63  | オーバーリーガ・シュド (I) | バイエルン – 1860ミュンヘン  | 3-1               | 1-3         |
| 1965–66  | ブンデスリーガ (I)         | バイエルン vs 1860ミュンヘン | 3-0               | 0-1         |
| 1966–67  | ブンデスリーガ (I)         | バイエルン vs 1860ミュンヘン | 3-0               | 0-1         |
| 1967–68  | ブンデスリーガ (I)         | バイエルン vs 1860ミュンヘン | 2-2               | 2-3         |
| 1968–69  | ブンデスリーガ (I)         | バイエルン vs 1860ミュンヘン | 0-2               | 3-0         |
| 1969–70  | ブンデスリーガ (I)         | バイエルン vs 1860ミュンヘン | 2-0               | 1-2         |
| 1977–78  | ブンデスリーガ (I)         | バイエルン vs 1860ミュンヘン | 1-3               | 1-1         |
| 1979–80  | ブンデスリーガ (I)         | バイエルン vs 1860ミュンヘン | 6-1               | 2-1         |
| 1980–81  | ブンデスリーガ (I)         | バイエルン vs 1860ミュンヘン | 1-1               | 3-1         |
| 1994–95  | ブンデスリーガ (I)         | バイエルン vs 1860ミュンヘン | 1-0               | 3-1         |
| 1995–96  | ブンデスリーガ (I)         | バイエルン vs 1860ミュンヘン | 4-2               | 2-0         |
| 1996–97  | ブンデスリーガ (I)         | バイエルン vs 1860ミュンヘン | 1-1               | 3-3         |
| 1997–98  | ブンデスリーガ (I)         | バイエルン vs 1860ミュンヘン | 3-1               | 2-2         |
| 1998–99  | ブンデスリーガ (I)         | バイエルン vs 1860ミュンヘン | 3-1               | 1-1         |
| 1999–00  | ブンデスリーガ (I)         | バイエルン vs 1860ミュンヘン | 1-2               | 0-1         |
| 2000-01  | ブンデスリーガ (I)         | バイエルン vs 1860ミュンヘン | 3-1               | 2-0         |
| 2001-02  | ブンデスリーガ (I)         | バイエルン vs 1860ミュンヘン | 2-1               | 5-1         |
| 2002-03  | ブンデスリーガ (I)         | バイエルン vs 1860ミュンヘン | 3-1               | 5-0         |
| 2003-04  | ブンデスリーガ (I)         | バイエルン vs 1860ミュンヘン | 1-0               | 1-0         |

| シーズン | 大会        | クラブ                       | 1試合制   |
| -------- | ----------- | ---------------------------- | --------- |
| 1966–67  | DFBポカール | バイエルン vs 1860ミュンヘン | 3-1       |
| 2007-08  | DFBポカール | バイエルン vs 1860ミュンヘン | 1-0(延長) |

#### リザーブチームのミュンヘン・ダービー
両クラブのリザーブチームのダービーである。
| シーズン | リーグ                            | クラブ                           | バイエルンII ホーム | 1860II ホーム |
| -------- | --------------------------------- | -------------------------------- | ------------------- | ------------- |
| 1997–98  | レギオナルリーガ・シュド (III)    | バイエルンII vs 1860ミュンヘンII | 2-2                 | 1-3           |
| 1998–99  | レギオナルリーガ・シュド (III)    | バイエルンII vs 1860ミュンヘンII | 3-1                 | 1-0           |
| 1999–00  | レギオナルリーガ・シュド (III)    | バイエルンII vs 1860ミュンヘンII | 1-3                 | 3-4           |
| 2000-01  | レギオナルリーガ・シュド (III)    | バイエルンII vs 1860ミュンヘンII | 0-0                 | 3-0           |
| 2004-05  | レギオナルリーガ・シュド (III)    | バイエルンII vs 1860ミュンヘンII | 4-2                 | 1-1           |
| 2005-06  | レギオナルリーガ・シュド (III)    | バイエルンII vs 1860ミュンヘンII | 1-0                 | 2-2           |
| 2006-07  | レギオナルリーガ・シュド (III)    | バイエルンII vs 1860ミュンヘンII | 1-1                 | 1-1           |
| 2007-08  | レギオナルリーガ・シュド (III)    | バイエルンII vs 1860ミュンヘンII | 1-0                 | 2-3           |
| 2011-12  | レギオナルリーガ・シュド (IV)     | バイエルンII vs 1860ミュンヘンII | 1-2                 | 1-0           |
| 2012–13  | レギオナルリーガ・バイエルン (IV) | バイエルンII vs 1860ミュンヘンII |                     | 2-0           |

### フランコニアン・ダービー
1922年、フュルト市民は市議会によって行なわれたニュルンベルク市との合併提案への反対を選択した。1.FCニュルンベルクとSpVggグロイター・フュルトの間で行なわれるフランコニアン・ダービーは最上位リーグで行なわれた最古のバヴァリアン・ダービーであり、ドイツ国内で最も試合数の多い（250試合以上）ダービーである。ダービーの名称は、両市が位置するフランケン地方（フランコニア）に由来している。1996年、SpVggフュルトにTSV Vestenbergsgreuthが合流し、SpVggグロイター・フュルトに名称変更された。
第二次世界大戦後における1.FCニュルンベルク vs SpVggグロイター・フュルトの試合一覧
| シーズン | リーグ                        | クラブ                     | ニュルンベルク ホーム | フュルト ホーム |
| -------- | ----------------------------- | -------------------------- | --------------------- | --------------- |
| 1945–46  | オーバーリーガ・シュド (I)    | ニュルンベルク vs フュルト | 5-3                   | 2-2             |
| 1946–47  | オーバーリーガ・シュド (I)    | ニュルンベルク vs フュルト | 5-1                   | 3-1             |
| 1947–48  | オーバーリーガ・シュド (I)    | ニュルンベルク vs フュルト | 0-2                   | 2-1             |
| 1949–50  | オーバーリーガ・シュド (I)    | ニュルンベルク vs フュルト | 1-2                   | 1-2             |
| 1950–51  | オーバーリーガ・シュド (I)    | ニュルンベルク vs フュルト | 2-2                   | 0-1             |
| 1951–52  | オーバーリーガ・シュド (I)    | ニュルンベルク vs フュルト | 2-0                   | 3-3             |
| 1952–53  | オーバーリーガ・シュド (I)    | ニュルンベルク vs フュルト | 2-2                   | 1-4             |
| 1953–54  | オーバーリーガ・シュド (I)    | ニュルンベルク vs フュルト | 1-1                   | 2-0             |
| 1954–55  | オーバーリーガ・シュド (I)    | ニュルンベルク vs フュルト | 0-0                   | 1-2             |
| 1955–56  | オーバーリーガ・シュド (I)    | ニュルンベルク vs フュルト | 2-1                   | 3-0             |
| 1956–57  | オーバーリーガ・シュド (I)    | ニュルンベルク vs フュルト | 2-7                   | 2-2             |
| 1957–58  | オーバーリーガ・シュド (I)    | ニュルンベルク vs フュルト | 2-1                   | 2-2             |
| 1958–59  | オーバーリーガ・シュド (I)    | ニュルンベルク vs フュルト | 2-1                   | 0-1             |
| 1959–60  | オーバーリーガ・シュド (I)    | ニュルンベルク vs フュルト | 0-2                   | 4-2             |
| 1960–61  | オーバーリーガ・シュド (I)    | ニュルンベルク vs フュルト | 4-1                   | 3-1             |
| 1961–62  | オーバーリーガ・シュド (I)    | ニュルンベルク vs フュルト | 2-0                   | 0-0             |
| 1962–63  | オーバーリーガ・シュド (I)    | ニュルンベルク vs フュルト | 5-1                   | 5-3             |
| 1969–70  | レギオナルリーガ・シュド (II) | ニュルンベルク vs フュルト | 1-0                   | 4-0             |
| 1970–71  | レギオナルリーガ・シュド (II) | ニュルンベルク vs フュルト | 1-0                   | 0-0             |
| 1971–72  | レギオナルリーガ・シュド (II) | ニュルンベルク vs フュルト | 1-0                   | 1-2             |
| 1972–73  | レギオナルリーガ・シュド (II) | ニュルンベルク vs フュルト | 0-1                   | 0-2             |
| 1973–74  | レギオナルリーガ・シュド (II) | ニュルンベルク vs フュルト | 2-1                   | 1-0             |
| 1974–75  | ツヴァイテリーガ・シュド (II) | ニュルンベルク vs フュルト | 2-0                   | 2-3             |
| 1975–76  | ツヴァイテリーガ・シュド (II) | ニュルンベルク vs フュルト | 3-2                   | 3-2             |
| 1976–77  | ツヴァイテリーガ・シュド (II) | ニュルンベルク vs フュルト | 1-1                   | 2-0             |
| 1977–78  | ツヴァイテリーガ・シュド (II) | ニュルンベルク vs フュルト | 2-1                   | 2-0             |
| 1979–80  | ツヴァイテリーガ・シュド (II) | ニュルンベルク vs フュルト | 0-0                   | 4-1             |
| 1980–81  | DFBポカール                   | フュルト vs ニュルンベルク | 1-1(延長)             | 0-3             |

| シーズン | リーグ                         | クラブ                                 | ニュルンベルク ホーム | G・フュルト ホーム |
| -------- | ------------------------------ | -------------------------------------- | --------------------- | ------------------ |
| 1996–97  | レギオナルリーガ・シュド (III) | ニュルンベルク vs グロイター・フュルト | 1-0                   | 1-3                |
| 1997–98  | ツヴァイテリーガ (II)          | ニュルンベルク vs グロイター・フュルト | 0-1                   | 1-0                |
| 1999–00  | ツヴァイテリーガ (II)          | ニュルンベルク vs グロイター・フュルト | 2-2                   | 1-1                |
| 2000-01  | ツヴァイテリーガ (II)          | ニュルンベルク vs グロイター・フュルト | 0-1                   | 1-1                |
| 2003-04  | ツヴァイテリーガ (II)          | ニュルンベルク vs グロイター・フュルト | 1-1                   | 2-2                |
| 2008-09  | ツヴァイテリーガ (II)          | ニュルンベルク vs グロイター・フュルト | 2-1                   | 1-1                |
| 2012–13  | ブンデスリーガ                 | ニュルンベルク vs グロイター・フュルト |                       | 0-0                |

| シーズン | リーグ      | クラブ                                 | 1試合制 |
| -------- | ----------- | -------------------------------------- | ------- |
| 1996–97  | DFBポカール | グロイター・フュルト vs ニュルンベルク | 2-1     |
| 2011-12  | DFBポカール | ニュルンベルク vs グロイター・フュルト | 0-1     |

#### リザーブチームのフランコニアン・ダービー
2008年、両クラブのリザーブチームは揃ってレギオナルリーガに昇格し、2008-09シーズンにはレギオナルリーガ・シュドで初のダービーが行なわれた。
| シーズン | リーグ                           | クラブ                                     | ニュルンベルクII ホーム | G・フュルトII ホーム |
| -------- | -------------------------------- | ------------------------------------------ | ----------------------- | -------------------- |
| 2008-09  | レギオナルリーガ・シュド (IV)    | ニュルンベルクII vs グロイター・フュルトII | 1-1                     | 1-0                  |
| 2009-10  | レギオナルリーガ・シュド         | ニュルンベルクII vs グロイター・フュルトII | 2-0                     | 4-1                  |
| 2010-11  | レギオナルリーガ・シュド         | ニュルンベルクII vs グロイター・フュルトII | 4-4                     | 1-6                  |
| 2011-12  | レギオナルリーガ・シュド         | ニュルンベルクII vs グロイター・フュルトII | 1-2                     | 1-1                  |
| 2012–13  | レギオナルリーガ・バイエルン(IV) | ニュルンベルクII vs グロイター・フュルトII |                         |                      |

### アウクスブルク・ダービー
バイエルン州においてミュンヘン市、ニュルンベルク市に次ぐ規模（人口26万人）のアウクスブルク市には、BCアウクスブルクとTSVシュヴァーベン・アウクスブルクの2クラブが本拠地を置いていた。1969年、両クラブは合併してFCアウクスブルクとなったが、すぐにシュヴァーベン・アウクスブルク（旧クラブと同名）という名称のクラブが設立され、オーバーリーガ・バイエルンの舞台に限ってFCアウクスブルクとのダービーが行なわれている。
| シーズン | リーグ                                  | クラブ               | シュヴァーベン ホーム | BC ホーム |
| -------- | --------------------------------------- | -------------------- | --------------------- | --------- |
| 1945–46  | オーバーリーガ・シュド (I)              | シュヴァーベン vs BC | 3-0                   | 2-2       |
| 1946–47  | オーバーリーガ・シュド                  | シュヴァーベン vs BC | 1-1                   | 1-0       |
| 1948–49  | オーバーリーガ・シュド                  | シュヴァーベン vs BC | 2-3                   | 4-0       |
| 1949–50  | オーバーリーガ・シュド                  | シュヴァーベン vs BC | 1-1                   | 0-3       |
| 1950–51  | オーバーリーガ・シュド                  | シュヴァーベン vs BC | 1-1                   | 0-5       |
| 1954–55  | オーバーリーガ・シュド                  | シュヴァーベン vs BC | 1-4                   | 1-2       |
| 1955–56  | オーバーリーガ・シュド                  | シュヴァーベン vs BC | 2-1                   | 3-2       |
| 1956–57  | オーバーリーガ・シュド                  | シュヴァーベン vs BC | 5-2                   | 1-3       |
| 1960–61  | ツヴァイテ・オーバーリーガ・シュド (II) | シュヴァーベン vs BC | 0-3                   | 0-1       |
| 1961–62  | オーバーリーガ・シュド (I)              | シュヴァーベン vs BC | 2-0                   | 1-0       |
| 1962–63  | オーバーリーガ・シュド                  | シュヴァーベン vs BC | 0-1                   | 2-3       |
| 1963–64  | レギオナルリーガ・シュド (II)           | シュヴァーベン vs BC | 0-0                   | 1-1       |
| 1966–67  | レギオナルリーガ・シュド                | シュヴァーベン vs BC | 1-0                   | 2-0       |

### その他のミュンヘン・ダービー
レギオナルリーガ（4部相当）やオーバーリーガ（5部相当）レベルには、バイエルン州の州都ミュンヘンに本拠地を置く多くのクラブが在籍しており、数多くのダービーが行なわれている。

#### バイエルン・ミュンヘン vs バイエルン・ミュンヘンII
1976-77シーズンのDFBポカールでは、バイエルン・ミュンヘンのトップチームとリザーブチームの対戦が実現した。
| シーズン | リーグ      | クラブ                     | バイエルンホーム |
| -------- | ----------- | -------------------------- | ---------------- |
| 1976–77  | DFBポカール | バイエルン vs バイエルンII | 5–3              |

#### フュルト・ダービー
SpVggグロイター・フュルトとSGクヴェレ・フュルトの対戦はフュルト・ダービーと呼ばれるが、歴史的背景が小さく、高いレベルで行なわれたダービーは1シーズンのみである。大抵の場合は2カテゴリー以上離れている。
| シーズン | リーグ                         | クラブ                 | グロイター ホーム | クヴェレ ホーム |
| -------- | ------------------------------ | ---------------------- | ----------------- | --------------- |
| 1996–97  | レギオナルリーガ・シュド (III) | グロイター vs クヴェレ | 3-1               | 4-1             |

出典:“Quelle Fürth » Die Bilanz gegen SpVgg Greuther Fürth”.   Weltfussball.de. 2008年6月13日閲覧。

#### インゴルシュタット・ダービー
MTVインゴルシュタットとESVインゴルシュタットはオーバーリーガやランデスリーガ・バイエルン・シュドで対戦することが多かったが、1979-80シーズンにはツヴァイテリーガで対戦した。2003-04シーズン終了後、両クラブは合併してFCインゴルシュタット04となった。
| シーズン | リーグ                        | クラブ     | MTV ホーム | ESV ホーム |
| -------- | ----------------------------- | ---------- | ---------- | ---------- |
| 1979–80  | ツヴァイテリーガ・シュド (II) | MTV vs ESV | 2-1        | 2-2        |

出典:“MTV Ingolstadt » Die Bilanz gegen ESV Ingolstadt”.   Weltfussball.de. 2008年6月13日閲覧。

#### バイエルン vs ウンターハヒンク
SpVggウンターハヒンクは比較的新しいプロクラブであり、近年までバイエルン・ミュンヘンとの対戦機会がなかった。
| シーズン  | リーグ             | クラブ                         | バイエルン ホーム | ウンターハヒンク ホーム |
| --------- | ------------------ | ------------------------------ | ----------------- | ----------------------- |
| 1999–2000 | ブンデスリーガ (I) | バイエルン vs ウンターハヒンク | 1-0               | 2-0                     |
| 2000-01   | ブンデスリーガ     | バイエルン vs ウンターハヒンク | 3-1               | 0-1                     |

出典:“SpVgg Unterhaching » Die Bilanz gegen Bayern München”.   Weltfussball.de. 2008年6月13日閲覧。

#### 1860ミュンヘン vs ウンターハヒンク
TSV1860ミュンヘンとSpVggウンターハヒンクは、1982年のオーバーリーガ・バイエルンで初めて顔を合わせた。その後もオーバーリーガを中心にダービーが行なわれ、プロレベルで初めて行なわれたダービーは1999年である。
| シーズン | リーグ                | クラブ                             | 1860 ホーム | ウンターハヒンク ホーム |
| -------- | --------------------- | ---------------------------------- | ----------- | ----------------------- |
| 1999–00  | ブンデスリーガ (I)    | 1860ミュンヘン vs ウンターハヒンク | 2-1         | 1-1                     |
| 2000-01  | ブンデスリーガ        | 1860ミュンヘン vs ウンターハヒンク | 0-2         | 2-3                     |
| 2000-01  | DFB-Pokal             | ウンターハヒンク vs 1860ミュンヘン | 1-2 aet     | 1-2 aet                 |
| 2004-05  | ツヴァイテリーガ (II) | 1860ミュンヘン vs ウンターハヒンク | 2-2         | 1-1                     |
| 2005-06  | ツヴァイテリーガ      | 1860ミュンヘン vs ウンターハヒンク | 1-4         | 1-0                     |
| 2006-07  | ツヴァイテリーガ      | 1860ミュンヘン vs ウンターハヒンク | 1-0         | 1-5                     |

出典:“TSV 1860 München » Die Bilanz gegen SpVgg Unterhachinglstadt”.   Weltfussball.de. 2008年6月13日閲覧。

#### バイエルン・ミュンヘン vs ワッカー・ミュンヘン
バイエルン・ミュンヘンとFCワッカー・ミュンヘンとの間で行なわれるダービーは長い伝統を持っているが、ワッカーの急激な衰退により、長期間に渡って行なわれていない。
| シーズン | リーグ                        | クラブ                 | バイエルン ホーム | ワッカー ホーム |
| -------- | ----------------------------- | ---------------------- | ----------------- | --------------- |
| 1947–48  | オーバーリーガ・シュド (I)    | バイエルン vs ワッカー | 2-2               | 3-1             |
| 1964–65  | レギオナルリーガ・シュド (II) | バイエルン vs ワッカー | 1-0               | 9-2             |

出典:“Tables and results of the Regionalliga Süd”.   Das deutsche Fussball Archiv. 2008年6月13日閲覧。

#### 1860ミュンヘン vs ワッカー・ミュンヘン
TSV1860ミュンヘンとFCワッカー・ミュンヘンの対戦は長い伝統を持つが、ワッカーの急激な没落の影響で、近年は対戦自体が行なわれていない。直近の対戦は1989年のオーバーリーガで行なわれた試合である。
| シーズン | リーグ                        | クラブ           | 1860 ホーム | ワッカー ホーム |
| -------- | ----------------------------- | ---------------- | ----------- | --------------- |
| 1947–48  | オーバーリーガ・シュド (I)    | 1860 vs ワッカー | 3-1         | 1-1             |
| 1953–54  | ツヴァイテリーガ・シュド (II) | 1860 vs ワッカー | 4-0         | 1-0             |
| 1970–71  | レギオナルリーガ・シュド (II) | 1860 vs ワッカー | 2-1         | 3-0             |
| 1972–73  | レギオナルリーガ・シュド      | 1860 vs ワッカー | 4-1         | 5-1             |

出典:“Tables and results of the Regionalliga Süd”.   Das deutsche Fussball Archiv. 2008年6月13日閲覧。

#### ヴュルツブルク・ダービー
FVヴュルツブルク04とヴュルツブルク・キッカーズの対戦はヴュルツブルク・ダービーと呼ばれる。1908年に初開催され、ツヴァイテリーガで行なわれたこともある。FVヴュルツブルクは1981年に解散したが、その後復活し、ランデスリーガ・バイエルン・ノルトを中心にダービーが行なわれている。
| シーズン | リーグ                        | クラブ           | FV ホーム | キッカーズ ホーム |
| -------- | ----------------------------- | ---------------- | --------- | ----------------- |
| 1977–78  | ツヴァイテリーガ・シュド (II) | FV vs キッカーズ | 4-0       | 2-2               |

出典:“Würzburger FV » Die Bilanz gegen Würzburger Kickers”.   Weltfussball.de. 2008年6月13日閲覧。